# ベラトリルアルコール
ベラトリルアルコール (veratryl alcohol) は有機化合物の一つ。ベラトルムアルデヒドの還元により得られる。ベラトロールアルコールはシクロトリベラトリレン (CTV) 合成の原料である。